# Oreophryne frontifasciata
Oreophryne frontifasciata és una espècie de granota que viu a Indonèsia.